# Bossão (referendário)
Bossão (em latim: Bosso) foi um referendário franco do século VI. Conhecido de Venâncio Fortunato, endereçou-lhe versos pedindo sua ajuda e pedindo que recomendasse-o ao rei. Não se indica qual rei seria esse, mas se presume ser Sigeberto I (r. 561–575) e a ocasião do envio foi logo após Venâncio chegar na corte.